# Соловьянка (Тамбовская область)
Соловьянка — деревня в Инжавинском районе Тамбовской области. Входит в состав сельского поселения Марьевский сельсовет.

## География
Стоит на реке Балыклей. Фактически влилось в село Кулевча.

## История
Административно входило в состав Инжавинской волости Кирсановского уезда.

## Население
| 2010 |
| ---- |
| 50   |

## Инфраструктура
Личное подсобное хозяйство.

## Транспорт
Остановка общественного транспорта «Соловьянка».